# كينيث هولمز
كينيث هولمز (بالإنجليزية: Kenneth Holmes)‏ هو أحيائي فيزيائي بريطاني، ولد في 19 نوفمبر 1934 في لندن في المملكة المتحدة.